# Lady Mary Wroth
Lady Mary Wroth (született Sidney; 1587. október 18. – 1651 vagy 1653) angol arisztokrata és az angol reneszánsz költője volt. Egy jeles irodalmi család sarjaként Lady Wroth egyike volt az első angol arisztokrata női íróknak, akik munkáikat publikálni akarták, és tartós hírnevet szereztek maguknak. Mary Wroth Mary Herbert – született Sidney (Pembroke grófnője, a 16. század egyik legkiválóbb írónője és mecénása) unokahúga; valamint Sir Philip Sidney udvari költő, és I. Erzsébet angol királynő korának egyik legkiemelkedőbb alakjának unokahúga volt.

## Élete
Mivel apja, Sir Robert Sidney, Flushing kormányzója volt, így Wroth gyermekkorának nagy részét Mary Sidney londoni otthonában, a Baynard's Castle-ben és Penshurst kastélyban töltötte. A Penshurst Place az Erzsébet- és a Jakab-kor egyik legjelentősebb vidéki kastélya volt, hiszen az évek során az irodalmi és kulturális élet központjává is vált; és Ben Jonson híres versében, a To Penshurst-ben dicséri a hely vendégszeretetét. Egy olyan korban, amikor a nők többsége írástudatlan volt, Wroth anyja irányítása alatt házitanítók segítségével formális oktatásban részesült.
Családi kapcsolataiból fakadóan szinte elkerülhetetlen volt, hogy Wroth udvari karrierje kibontakozzon. Wroth Penshurstben, I. Erzsébet királynő látogatása alkalmával, majd 1602-ben a királyi udvar tagjaként is táncolt. Ekkor, 1596-ban ifjabb Marcus Gheeraerts festette meg Lady Sidney és gyermekeinek csoportképén, amely ma Penshurstben látható. Fiatal nőként Lady Mary Oldenburgi Anna angol királyné közeli baráti köréhez tartozott, és sokszor fordult meg álarcosbálokon és egyéb szórakoztató rendezvényeken a királyi udvarban.
Udvari kapcsolatainak sokrétűségét mutatja az is, hogy házasságára Sir Robert Wroth-hoz I. Jakab angol király közbenjárásával került sor 1604. szeptember 27-én. Házasságuk azonban nem volt boldog; esküvőjük után nem sokkal jelentkeztek az első problémák, kezdve azzal, hogy Lady Mary édesapja elmulasztotta kifizetni lánya hozományát. Sir Robert Sidney egy levelében feleségének leírta a Robert Wroth-szal való különböző interakcióit, aki gyakran volt zaklatott Mary viselkedése miatt a házasságuk alatt . Robert Wroth szerencsejátékos, nőcsábász és alkoholista hírében állt. A boldogtalan házasságról további bizonyítékot szolgáltatott Ben Jonson, aki egyben Lady Mary Wroth egyik közeli barátja is volt; a költő megjegyezte, hogy „Lady Wroth méltatlanul ment hozzá egy féltékeny férjhez”. Lady Mary Wroth levelezéseiből kiderül, kiváltképpen az Anna királynéval váltott leveleiből, hogy a Robert Wroth-szal való házassága alatt férje viselkedéséből adódóan többször anyagi gondokkal kellett megküzdenie.
Házassága alatt Mary irodalmi tevékenységéről és több álarcosbálban való fellépéséről vált ismertté. 1605-ben a Whitehall Banqueting House-ban táncolt The Masque of Blackness című álarcos játékban (masque), amelyet Ben Jonson és Inigo Jones szerzett. Mary Wroth csatlakozott a királynéhoz és barátaihoz a produkcióban; mindannyian feketére festették a bőrüket, hogy etióp nimfákat alakítsanak, akik magukat „Niger tizenkét leányának” nevezték. A darab nagy sikert aratott, és része volt egy hosszú sorozatnak, melyben a hölgyek szórakoztató előadásokat vittek színpadra a királyi udvarban. A „Niger tizenkét leánya” 1608-ban is megjelent a The Masque of Beauty című darabban, amelyet szintén Jonson és Jones rendezett. A siker ellenére azonban voltak kevésbé hízelgő kritikák is, amelyek közül néhány a „Niger tizenkét leányát” megformáló Lady Mary Wroth-t és körét csúnyának és hiteltelennek tartotta.
1614 februárjában Mary fiút szült, akit Jamesnek nevezett el; egy hónappal később azonban férje, Robert Wroth gangrénában meghalt, ami Mary-t súlyos adósságokba taszította. Két évvel később Wroth fia is meghalt, így Mary elvesztette a Wroth-birtokot John Wroth javára, aki az angol öröklési jog értelmében rá szállt a birtok. Bár arra nincs bizonyíték, hogy Wroth hűtlen lett volna férjéhez, de Robert Wroth halála után Mary szerelmi kapcsolatra lépett unokatestvérével, William Herberttel, Pembroke 3. grófjával. Mary és William gyermekkoruk óta voltak barátok, és mindketten érdeklődtek a művészetek és az irodalom iránt. Legalább két törvénytelen gyermekük született, egy lány, Catherine, és egy fiú, William. A Herbert család történetét összefoglaló 17. századi kéziratban, a „Herbertorum Prosapia”-ban (amely a Cardiffi Könyvtárban található) Sir Thomas Herbert – Pembroke gróf unokatestvére – említi, hogy William Herbert volt Wroth két gyermekének apja.
Mary Wroth a William Herbert iránt érzett állítólagos szerelmét, illetve az ebből a kapcsolatból született gyermekeit megemlíti egyik művében, a The Countess of Montgomery's Urania-ban. Továbbá azt is állítják, hogy William Herbert feltehetőleg Anna királyné kedvence volt, és neki tulajdonítják William Herbert 1615-ben elnyert királyi kamarás pozícióját is. Az Urania című művében Wroth többször is említ egy hatalmas és féltékeny királynőt, aki kevésbé befolyásos riválisát száműzi az udvarból, hogy megszerezze szíve választottját, ami sok kritikus szerint utalás lehet az Anna királyné és Wroth közötti megbúvó feszültségre Herbert szerelme miatt.
A könyv 1621-es megjelenése succès de scandale volt, mivel széles körben (és bizonyos mértékben jogosan) roman à clef-nek vagyis kulcsregénynek tekintették. A diffúz cselekmény Pamphilia és csapodár kedvese, Amphilanthus közötti kapcsolatok köré épül, és a kritikusok többsége jelentős önéletrajzi elemeket vél felfedezni benne. Bár Wroth határozottan állította, hogy soha nem állt szándékában publikálni a könyvet, befolyásos arisztokraták hevesen bírálták őt azért, mert regénye apropóján szerintük az írónő valójában az ő magánéletüket ábrázolta. A regényében szereplő rejtett utalásokból fakadó hírhedtsége azonban rövid ideig tartott; és az Uraniát 1621. decemberétől nem forgalmazták tovább.
Ben Jonson és Edward Denny azon kevés írók közé tartozott, akik elismerték Mary könyvét. Jonson, Mary Wroth barátja és kollégája, a „Sonnet to the noble Lady, the Lady Mary Wroth” című művében kifejezetten méltatta Wroth-ot és műveit. Jonson azt állította, hogy Wroth műveinek másolásával nemcsak jobb költő lett, hanem jobb szerető is. Ezzel szemben Denny kritikával illette Wroth munkásságát; egy szatirikus versben rágalmazással vádolta, „hermafroditának” és „szörnyetegnek” nevezte. Wroth ugyan egy versben válaszolt az őt ért vádakra, de az ominózus eset hozzájárulhatott ahhoz, hogy élete utolsó évtizedeiben visszahúzódott a nyilvánosság elől. Végül az Urania második fele is megjelent, először 1999-ben; az eredeti kézirat ma a chicagói Newberry Library-ben található. Shelia T. Cavanaugh szerint Wroth soha nem szánta a mű második részét tényleges kiadásra, a narrációban számos ellentmondás található, és kissé nehezen olvasható.
Az Urania kiadásával kapcsolatos problémák után Wroth elhagyta I. Jakab király udvarát, majd William Herberttel is megszakította kapcsolatát. Wroth későbbi magánéletéről keveset tudunk, de az biztos, hogy élete hátralévő részében továbbra is súlyos anyagi gondokkal küzdött. Wroth 1651-ben vagy 1653-ban halt meg. Mary emlékét Loughtonban őrzi a Loughton Hall melletti gyalogút, amelyet Lady Mary's Path-nak neveztek el.

## A populáris kultúrában
2019-ben egy harvardi irodalomtörténész, Vanessa Braganza egy ritka könyvvásáron talált egy példányt Xenophon Cyropaedia című művéből, amelyet a borítóján található rejtélyes monogram szignó alapján Wroth magángyűjteményének egy darabjával azonosított. A titkosírás betűi a „Pamphilia” és „Amphilanthus” neveket adják ki, amelyek Wroth és Herbert önéletrajzi alteregói. A mai napig a Cyropaedia az egyetlen fennmaradt könyv Wroth magánkönyvtárából, kivéve saját műveinek kéziratát. A felfedezés felkeltette a közvélemény érdeklődését Wroth monogram szignója, és az addig kevéssé ismert státusza iránt, mint az első angol regényírónő.

## Művei
- Love's Victory (c.1620) – pásztorjáték
- The Countess of Montgomery's Urania (1621) – az első fennmaradt prózai regény, amelyet angol nő írt.
- Pamphilia to Amphilanthus (1621) – az első ismert szonettciklus, amelyet angol nő írt.

## Fordítás
- Ez a szócikk részben vagy egészben  a   Lady Mary Wroth című angol Wikipédia-szócikk ezen változatának fordításán alapul.  Az eredeti cikk szerkesztőit annak laptörténete sorolja fel. Ez a jelzés csupán a megfogalmazás eredetét és a szerzői jogokat jelzi, nem szolgál a cikkben szereplő információk forrásmegjelöléseként.